# VdB 147
vdB 147 è una piccola nebulosa a riflessione visibile nella costellazione del Cigno.
Si individua nella parte nordorientale della costellazione, nei pressi della nebulosa IC 5146; si tratta di una piccola porzione della nebulosa oscura B 168 illuminata da una stella situata nelle sue vicinanze. Il periodo più indicato per la sua osservazione nel cielo serale ricade fra i mesi di luglio e dicembre ed è notevolmente facilitata per osservatori posti nelle regioni dell'emisfero boreale terrestre.
La stella illuminatrice è nota con la sigla BD+46°3471 ed è una stella azzurra di sequenza principale con classe spettrale B9.5Ve avente magnitudine apparente pari a 10,16; questa stella presenta forti linee di emissione nella banda dell'idrogeno ed è classificata come stella Be. È inoltre una stella variabile del tipo Orione e ha la sigla V1578 Cygni; le sue escursioni di luminosità sono comprese fra le magnitudini 10,09 e 10,24. La sua distanza è pari a 1012 parsec (3300 anni luce), la stessa della nebulosa IC 5146.